# 홍영칠
홍영칠(생년 미상 ~ )은 조선민주주의인민공화국의 정치인이다. 조선로동당 중앙위원회 위원이다.

## 경력
2011년 운산공구공장 당 비서를 거쳐 2013년 조선로동당 중앙위원회 부부장에 임명되었다. 2017년 10월 조선로동당 제7기 제2차 전원회의에서 당 중앙위 위원으로 선출되었다.

## 최고인민회의 대의원
2019년 3월, 최고인민회의 제14기 대의원(제295호 운천선거구)으로 선출되었다.